# Andrew Carnegie
Andrew Carnegie (Dunfermline, 25 novembre 1835 – Lenox, 11 agosto 1919) è stato un imprenditore e filantropo scozzese naturalizzato statunitense.
Come imprenditore guidò l'enorme crescita dell'industria dell'acciaio che portò gli Stati Uniti a primeggiare nella produzione dal primo Novecento, diventando uno degli uomini d'affari statunitensi più ricchi della storia. Negli ultimi decenni di vita si dedicò a un'attività filantropica che consistette in opere culturali, con la fondazione di università, biblioteche e musei (anche all'estero), e opere di carità. In vita donò quasi il 90% della sua fortuna accumulata.
Carnegie fu noto anche per la sua durezza nei confronti delle rivendicazioni sindacali dei suoi lavoratori, che talvolta sfociarono anche in scontri con morti e feriti.

## Biografia
Andrew Carnegie ha rappresentato una figura emblematica del sogno americano: egli, infatti, partì giovanissimo dalla natia Scozia per andare negli Stati Uniti in cerca di fortuna, e, dopo avere svolto vari lavori, alcuni dei quali molto umili e faticosi, riuscì ad arricchirsi grazie al suo talento negli affari. Per questi motivi alcuni hanno individuato in Carnegie una sorta di ispirazione per il personaggio di Paperon de' Paperoni.

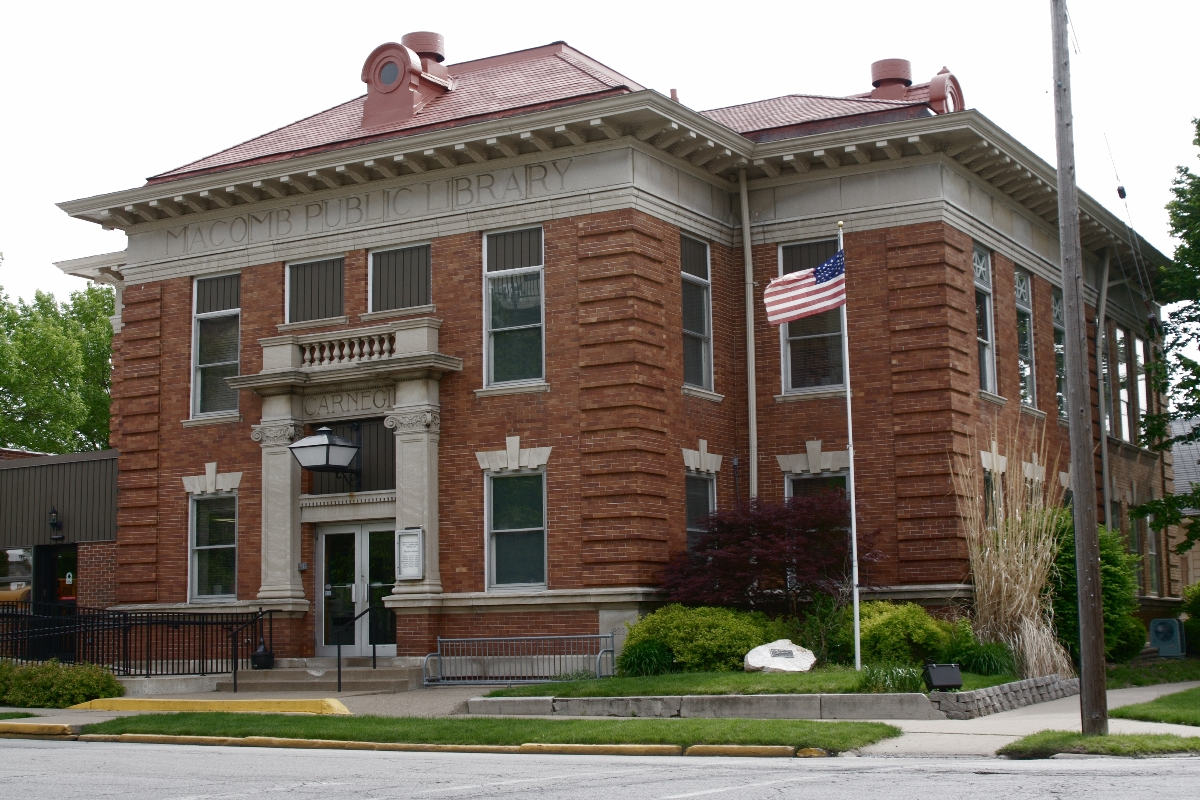
Una Biblioteca Carnegie

Nel 1848, con la famiglia, emigrò ad Allegheny, una cittadina negli Stati Uniti che nel 1907 sarebbe stata annessa a Pittsburgh (Pennsylvania). Cominciò a lavorare a tredici anni per un cotonificio, per poi passare attraverso una serie di lavori con la Western Union e alla Pennsylvania Railroad. 
Nel giugno 1889 pubblicò The Gospel of Wealth("il Vangelo della ricchezza"), articolo nel quale invocò il dovere, da parte dei più abbienti, di utilizzare la propria ricchezza per migliorare la società (concetto assimilabile alla teoria del "trickle-down"), difese il concetto di meritocrazia economica e criticò, invece, quello di eredità. Si pronunciò anche a favore della tassazione progressiva e dell'imposta sull'eredità patrimoniale come mezzi di redistribuzione della ricchezza.
Nel 1892 fondò la sua società, la Carnegie Steel Company, che avrebbe fatto di Pittsburgh la capitale dell'industria siderurgica e di Carnegie uno degli uomini più ricchi del mondo.
Lo stesso anno tra il sindacato Amalgamated Association of Iron and Steel Workers e la Carnegie Steel Company, scoppiò lo scontro dell'Homestead Strike, in cui morirono sette operai. Nel 1893, dopo dei moti di ribellione sindacali che smossero i lavoratori americani, la Carnegie Steel Company chiese l'intervento armato contro i propri lavoratori per impedire la formazione di un sindacato. In questo intervento quindici operai rimasero uccisi.
Nel 1900 sostenne la fondazione della National Negro Business League, un'organizzazione americana fondata a Boston nel 1900 da Booker T. Washington per sostenere gli interessi delle imprese afroamericane
All'età di sessantacinque anni, Carnegie vendette le sue società al banchiere J.P. Morgan per 480 milioni di dollari, e dedicò il resto della sua vita alle attività filantropiche e alla scrittura, prima di morire a Lenox (Massachusetts). Nel corso della sua vita donò 350 milioni di dollari per opere filantropiche; 59 milioni furono usati per finanziare o cofinanziare la costruzione di 2.509 biblioteche, mentre il resto finì in musei, università e fondazioni quali la Carnegie Corporation, la Carnegie Hall, la Carnegie Foundation e il Carnegie Endowment for International Peace. Egli comprò la biblioteca di Lord Acton, consistente in 59.000 volumi, alcuni con sue annotazioni, e composta da alcuni manoscritti rari, e donò il tutto all'università di Cambridge.
Andrew Carnegie fu un uomo molto ricco: secondo una comparazione effettuata dalla rivista online AskMen il suo patrimonio (rivalutato in dollari del 2008) sarebbe il secondo più alto di sempre, e, secondo Forbes, ha raggiunto il quinto patrimonio più alto in rapporto al prodotto interno lordo statunitense.

## Citazioni nella letteratura
- Nel racconto The Way Up to Heaven di Roald Dahl è citato per la forte somiglianza a Mr. Eugene Foster, il marito della protagonista, venendo citato anche nel libro di Ken Follett Il terzo gemello.
- È citato da Italo Svevo nella Coscienza di Zeno nel capitolo La moglie e l'amante: Zeno in visita a palazzo Pitti notò come Carnegie e un Vanderbilt, probabilmente Cornelius (patriarca dell'omonima famiglia di imprenditori attiva sin dal 1800), assomiglino ai ritratti dei fondatori di casa Medici.
- Nel diciannovesimo capitolo del romanzo "Martin Eden", Jack London lo indica come personaggio di riferimento della coprotagonista Ruth e lo descrive come colui che "da povero piccolo emigrante, era diventato il gran dispensiere di libri dell'universo".
- È stato il principale ispiratore del libro Pensa e arricchisci te stesso (Think and Grow Rich)[9] di Napoleon Hill, che ha dedicato una parte della sua vita a documentare la strada verso il successo.
- Secondo alcune fonti, potrebbe essere stato un ispiratore di Paperon de' Paperoni di Carl Barks.[2]
- È citato nel romanzo "Il 42º Parallelo" di John Dos Passos nel capitolo 'Principe della pace'.
- Papa Giovanni Paolo I nel suo breve pontificato lo cita due volte nelle sue udienze, quella sull'umiltà[10] e quella sulla speranza[11].
- Carl Rhodes lo cita nel capitolo 12 del suo libro "Capitalismo Woke". Spiega il motivo delle sue opere filantropiche [7].
- Nel romanzo biografico del giornalista italiano Nicola Attadio, "Dove nasce il vento- Vita di Nellie Bly", viene citata brevemente parte della storia di Andrew Carnegie, con particolare attenzione alla città di Pittsburgh, soprannominata Steel City, proprio grazie agli investimenti dello stesso imprenditore (Nicola Attadio, Dove nasce il vento, Milano, Bompiani, 2018, pagg.40-41)

## Opere
- Andrew Carnegie, I pilastri del successo. L'autobiografia di Andrew Carnegie, Torino, Gribaudi, 2014, ISBN 978-88-6366-162-0.